# WKSE
Koordinaten: 43° 0′ 18″ N, 78° 59′ 33″ W
WKSE (Kiss 98.5) ist eine US-amerikanische Radiostation aus Grand Island, New York. Die Station sendet ein kommerzielles Contemporary Hit Radio/Top-40-Format für die Region Buffalo und die Niagara Falls Region im Westen des US-Bundesstaates New York. Die Station gehört Entercom License, LLC.
Die Geschichte von WKSE geht auf den Sender WHLD-FM zurück, einen der frühen UKW-Sender in den USA. Er nahm 1947 seinen Betrieb auf. 1980 wurde das Rufzeichen in WZIR, 1984 in WRXT und 1985 in das aktuelle Rufzeichen WKSE geändert.
Seit 2006 streamt Kiss 98.5 sein Programm ins Internet.
Die Station strahlt mit 46 kW auf UKW 98,5 MHz ab. WKSE überträgt auf seinen HD-Kanälen das Programm der Entercom-Stationen von WGR (Sport) auf HD2 und WBEN (Talk) auf HD3.